# Bactris gasipaes
La palma da pesca (Bactris gasipaes Kunth) è una pianta appartenente alla famiglia delle Arecacee, nativa dell'America Centrale e di quella Meridionale.
È una delle palme più importanti dell'America precolombiana e i suoi frutti costituiscono ancora oggi il principale raccolto per le popolazioni amerinde delle zone tropicali, sia quelle umide che quelle secche. Il legno del tronco è inoltre usato per la costruzione di archi, frecce e lance.

## Descrizione
Bactris gasipaes è una palma che cresce eretta con un singolo stipite esile o, più frequentemente, con diversi stipiti di circa 20 cm di diametro raggruppati tra loro; i tronchi sono dotati di spine rigide perpendicolari, di colore scuro e di lunghezza decrescente dalla base alla cima. In piena maturazione, ogni stipite può raggiungere un'altezza variabile tra i 12 e i 20 m. Le radici possono espandersi superficialmente fino a 4 o 5 m di distanza dalla pianta; anche se la maggior parte di esse rimane a circa 20 cm dal suolo, le radici principali possono spingersi fino a 2 m di profondità.
Il vertice apicale degli stipiti presenta dalle 10 alle 30 foglie pennate, in genere senza spine o con piccole spine sulla guaina, sul picciolo o sulle nervature. Il picciolo è lungo tra i 49 e i 179 cm, mentre il rachide può arrivare ad una lunghezza di 4 m; il numero dei segmenti laterali può variare dai 180 ai 386 elementi.

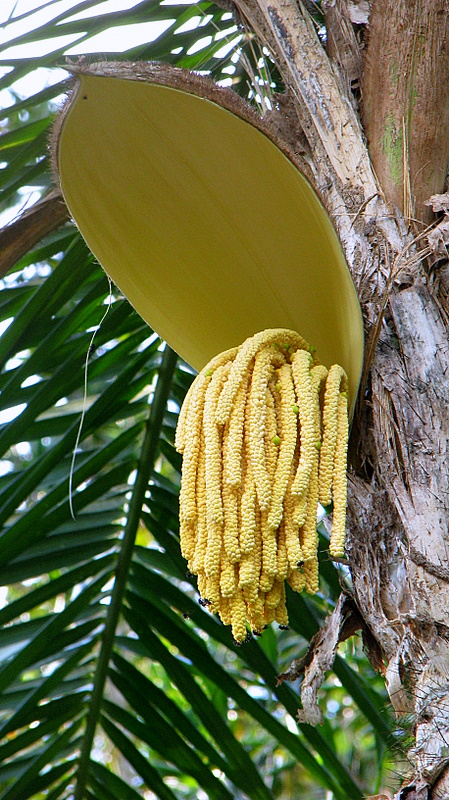
Infiorescenza di Bactris gasipaes

Bactris gasipaes è una pianta monoica: sviluppa sullo stesso individuo fiori di entrambi i sessi. Le infiorescenze sono all'inizio racchiuse da due brattee: una esterna, dura e triangolare, che misura circa 13 cm di larghezza ed una interna, spesso ricoperta di spine. In pieno sviluppo la spata può arrivare a misurare una lunghezza dai 51 ai 126 cm. Il peduncolo può misurare dai 10 ai 17 cm, mentre il rachide dell'infiorescenza arriva ai 75 cm di lunghezza; su di esso si innestano tra le 25 e le 145 rachidi secondari (rachille) fertili, lunghei fino a 45 cm. I fiori femminili, irregolarmente disposti tra quelli maschili, hanno colore giallo o, più raramente, verde e sono lunghi dai 3 ai 13 mm e larghi dai 4 ai 12 mm; i fiori maschili, più piccoli, sono di colore giallo-crema e i loro sei stami sono disposti a coppie ai lati della corolla.
I frutti si presentano in forma di drupa; il loro colore può variare dal giallo al bruno o all'arancio, a seconda delle diverse varietà. La forma può variare anch'essa, così come il colore del mesocarpo, di solito compreso tra il crema e l'arancio.
L'endocarpo, che racchiude al suo interno il seme, è di colore scuro e di solito si trova nella parte centrale del frutto; la sua forma può essere ovoidale, ellittica, rotonda o cuneiforme. Ha una lunghezza che varia da 1 a 4 12 cm, una larghezza da 1 a 2 cm e un peso che può arrivare a 9 g; si può trovare libero dal mesocarpo o aderente ad esso. Il numero di frutti maturi per infiorescenza può arrivare a contare più di 700 esemplari, per un peso complessivo di 20 kg. I frutti partenocarpici sono abbastanza frequenti, e in genere sono più piccoli di quelli fertili.

## Distribuzione e habitat
Bactris gasipaes può essere considerata la specie di palma domesticata più importante dell'ecozona neotropicale. Coltivata fin dall'epoca precolombiana, questa specie ha assunto più di 300 differenti nomi indigeni, tutti precedenti le invasioni europee. Studi effettuati dal Global Biodiversity Information Facility (GBIF) hanno dimostrato che la distribuzione di questa palma si estende dall'Honduras alla Bolivia centrale e allo Stato brasiliano di Pará; tale fatto è indice della grande capacità di tale pianta di adattarsi ad un'ampia gamma di situazioni climatiche ed ecologiche all'interno delle regioni tropicali e subtropicali del continente americano. A causa della sua ampia diffusione, la discussione sull'origine del Bactris gasipaes è tuttora aperta; le ipotesi sulla sua domesticazione pongono tale evento nella zona sud-occidentale dell'Amazzonia, nelle valli colombiane prossime all'Oceano Pacifico oppure in maniera indipendente in diverse zone dell'America Centrale e Meridionale.
Bactris gasipaes cresce prevalentemente su terreni ben drenati, sia acidi che poveri, e preferisce climi con precipitazioni ben distribuite, comprese tra i 2000 e i 5000 mm annuali, e una temperatura media superiore ai 24 °C. Non sopporta suoli acquitrinosi. Normalmente cresce fino a una quota di 800 m s.l.m., ma in Colombia, nel dipartimento di Cauca, lo si può trovare fino a 1800 m s.l.m. Studi filogenetici sui cloroplasti e sul nucleo del DNA hanno dimostrato la stretta relazione tra le varianti coltivate (Bactris gasipaes Kunth var. gasipaes) e quelle selvatiche (Bactris gasipaes Kunth var. chicagui).

## Tassonomia
La specie fu descritta dal botanico tedesco Karl Sigismund Kunth nella quarta edizione del Nova Genera et Species Plantarum, opera uscita nel 1816 e scritta con Alexander von Humboldt e Aimé Bonpland.
Sinonimi: 
- Bactris ciliata (Ruiz & Pav.) Mart.
- Bactris insignis (Mart.) Baill.
- Bactris speciosa (Mart.) H.Karst.
- Bactris utilis (Oerst.) Benth. & Hook.f. ex Hemsl.
- Guilelma chontaduro Triana
- Guilelma ciliata (Ruiz & Pav.) H. Wendl.
- Guilelma gasipaes (Kunth) L.H.Bailey
- Guilelma insignis Mart.
- Guilelma speciosa Mart.
- Guilelma utilis Oerst.
- Martinezia ciliata Ruiz & Pav.

## Usi
Il frutto di Bactris gasipaes ha costituito per secoli l'alimentazione di base per numerose comunità amerinde; i primi coloni spagnoli in Costa Rica testimoniarono l'enorme importanza che tale palma rappresentava per gli indigeni, che davano maggiore valore solamente alle proprie mogli e ai propri figli. Anticamente i mesocarpi dei frutti venivano mangiati dopo aver fatto bollire il frutto, oppure la stessa polpa veniva masticata fino a farne una poltiglia, che in seguito era fatta fermentare per uno o due giorni; ad essa si univa poi dell'acqua per ricavarne una bevanda. Se la fermentazione veniva fatta continuare fino a 8 giorni, gli indigeni ne ricavavano una bevanda alcolica che assumevano durante le celebrazioni.
I nativi americani avevano inoltre trovato diversi sistemi per conservare i frutti, cucinandoli e infilando il composto ottenuto in buchi del terreno che ricoprivano con foglie di musacee, oppure seccandoli e affumicandole. Il palmito ricavato dalle parti sommitali del tronco era anch'esso consumato, ma non raggiungeva la stessa importanza dei frutti.

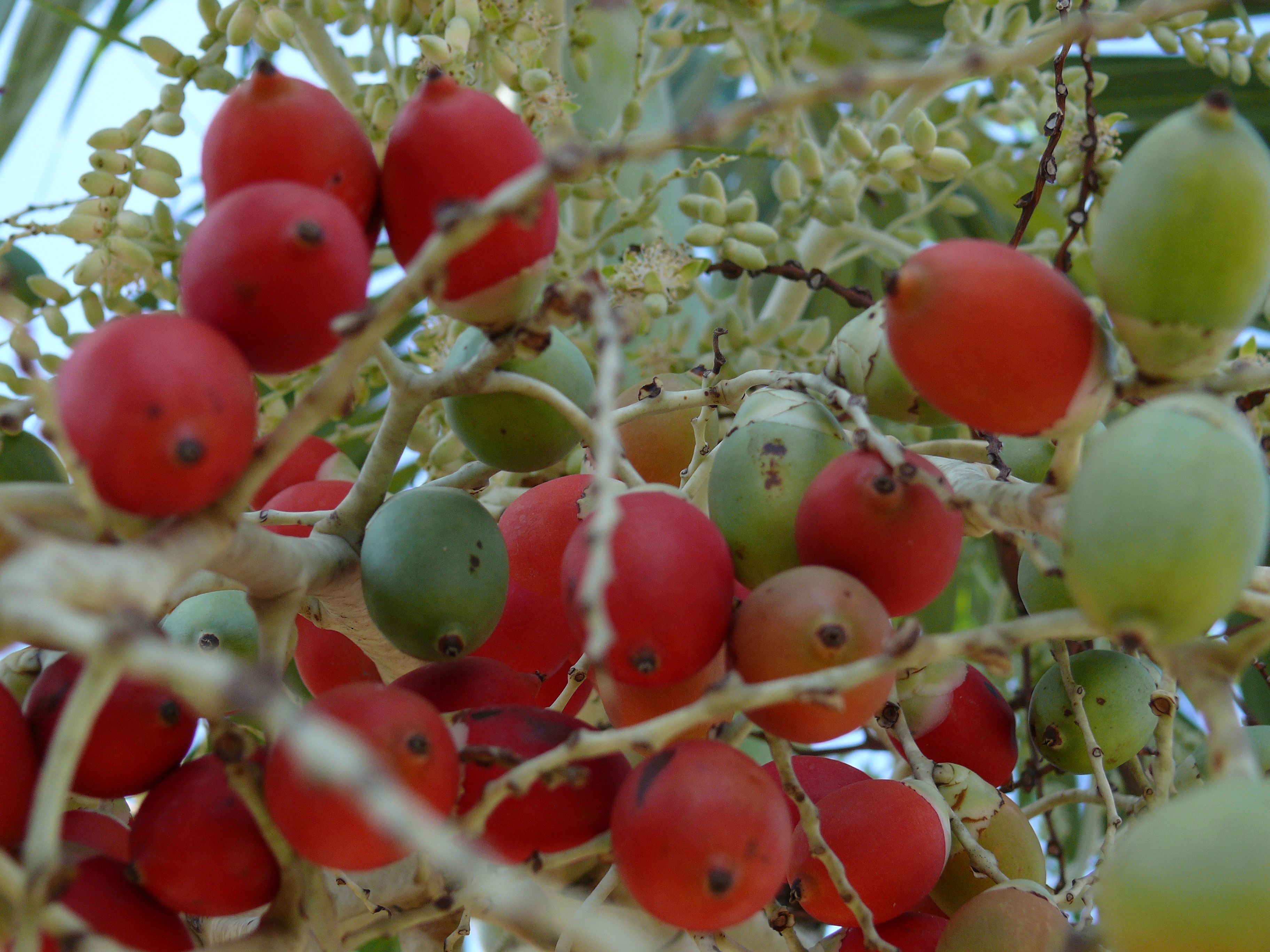
Frutti eduli di Bactris gasipaes.

Bactris gasipaes è oggi coltivato per la raccolta dei frutti, che possono a volte essere consumati freschi, anche se attorno al pericarpo sono spesso presenti cristalli di calcio ossalato e un inibitore della tripsina, che ne rendono difficile la digestione; i frutti vengono più spesso bolliti per eliminare le sostanze di difficile assunzione. Il composto ottenuto a seguito della bollitura, al quale si aggiungono acqua e zucchero, una volta fatto fermentare per un paio di giorni può diventare una bevanda.
Il mesocarpo dei frutti costituisce un'ottima fonte di carboidrati e di oli essenziali, oltre che di carotene e di vitamina C (quest'ultima però viene quasi completamente eliminata dalla cottura). Da esso si ricava anche un tipo di farina priva di glutine, che viene messa in commercio su piccola scala in diversi Paesi. Dai frutti si ricava inoltre un olio usato per fabbricare prodotti cosmetici e sapone. I frutti di seconda scelta sono infine utilizzati per alimentare gli animali d'allevamento.
Il palmito si è recentemente trasformato in un prodotto commerciale di crescente importanza, destinato specialmente ai mercati di nicchia. Usato per insalate, zuppe e ripieni, è considerato una buona fonte di fibre dietetiche e contiene in quantità modesta ferro e magnesio. I fiori maschili vengono usati come condimento dalle popolazioni indigene; nella medicina tradizionale, inoltre, le radici vengono usate come vermifugo.
Il legno di Bactris gasipaes, un tempo usato dai nativi americani per costruire armi, è oggi usato per costruire parquet, mobili e lavori d'intaglio; alcuni esemplari privi di spine sono altresì usati e commercializzati come piante ornamentali.